# ...But the Little Girls Understand
...But the Little Girls Understand è il secondo album in studio del gruppo musicale statunitense The Knack, pubblicato il 15 febbraio 1980.

## Tracce
1. Baby Talks Dirty (Berton Averre, Doug Fieger)
2. I Want Ya
3. Tell Me You're Mine
4. Mr. Handleman (Berton Averre, Doug Fieger)
5. Can't Put a Price on Love (Berton Averre, Doug Fieger)
6. Hold on Tight and Don't Let Go
7. The Hard Way (Ray Davies)
8. It's You (Berton Averre, Doug Fieger)
9. End of the Game
10. The Feeling I Get
11. (Havin' a) Rave Up (Berton Averre, Doug Fieger)
12. How Can Love Hurt So Much